# Rattaui
(Tempio di Deir el-Medina)

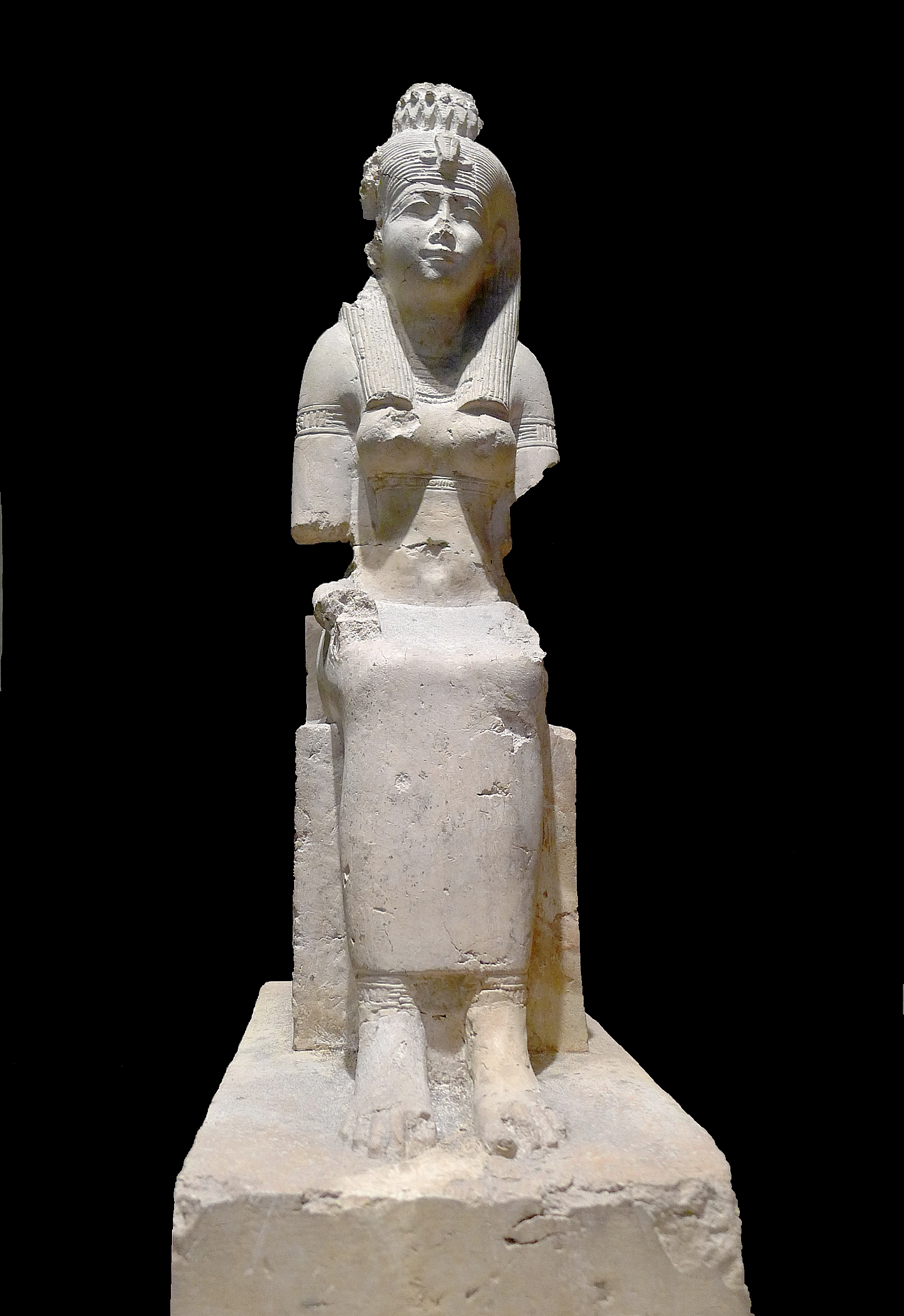
Statua calcarea di Rattaui, d'epoca tolemaica. Museo del Louvre, Parigi.

Rattaui (anche Raettaui o Raet-Taui; in greco: Ratus) è una divinità egizia appartenente alla religione dell'antico Egitto, minore dea solare, aspetto femminile del grande dio-sole Ra. Il nome Rat non è altro che il nome di Ra con il suffisso femminile -t; la versione più lunga Rattaui significa "Rat delle Due Terre" (l'Alto e Basso Egitto).

## Storia, culto e iconografia
Comparve per la prima volta durante la V dinastia egizia (XXV - XXIV secolo a.C.) e fu probabilmente la più antica compagna di Ra. Benché fosse invocata quale signora del cielo e degli dei, Rattaui non raggiunse mai l'enorme popolarità della dea Hathor, sposa di Ra in epoche successive (o, in altri miti, sua figlia). Tuttavia non fu soppiantata e si sono conservati frammenti di inni a Rattaui risalenti al periodo romano dell'Egitto.
Rattaui era anche considerata sposa del dio della guerra Montu e presso il centro del culto di quest'ultimo, Medamud (ma anche a Karnak), era venerata come madre all'interno della triade Montu-Rattaui-Arpocrate (Horus bambino), ma il suo culto aveva vigore anche a Tod e Tebe, nell'Alto Egitto. Pakhet, una dea leonina, fu associato a Rattaui, mentre, in ambito greco, fu Latona a essere poi comparata a Rattaui.

Le raffigurazioni di Rattaui sono estremamente rare. Quando rappresentata, appariva integralmente come donna dal capo sormontato da corna di vacca e dal disco solare; tale copricapo poteva talvolta essere completato dall'ureo o da fiume.

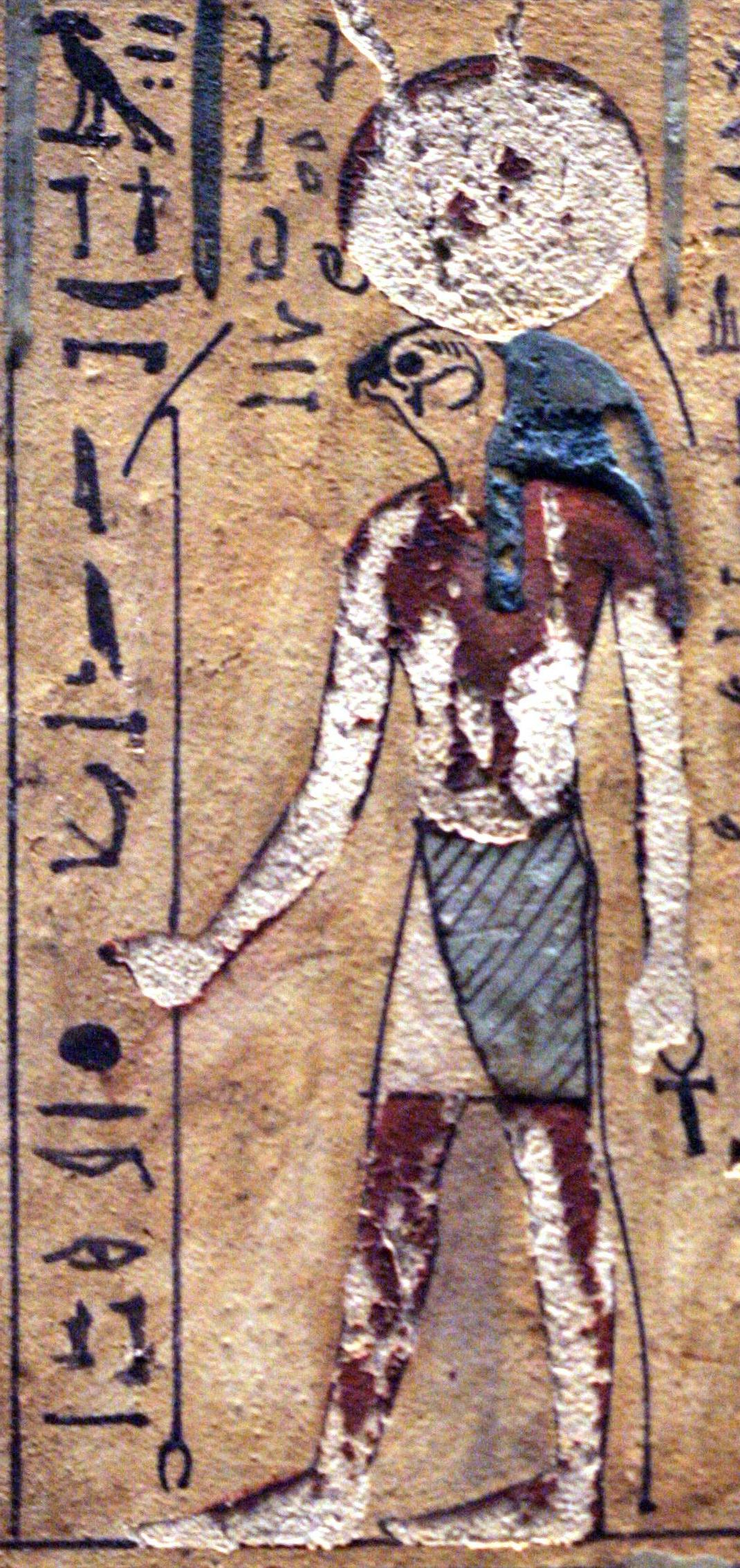
Il dio Ra, di cui Rattaui era paredra, in una copia del "Libro del respirare". Museo del Louvre, Parigi.
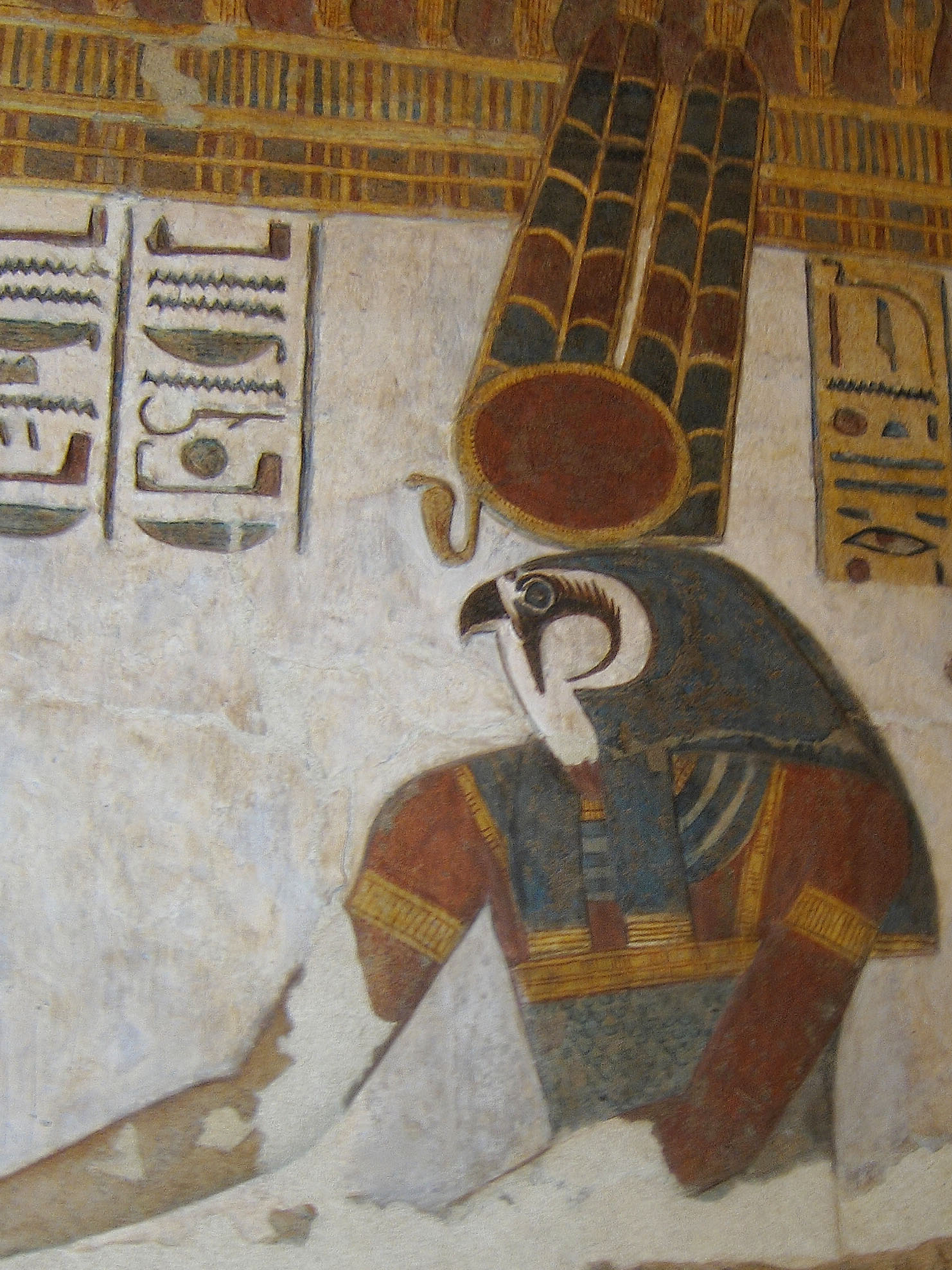
Rilievo di Montu, consorte di Rattaui, sulle pareti del Tempio di Khonsu a Karnak.
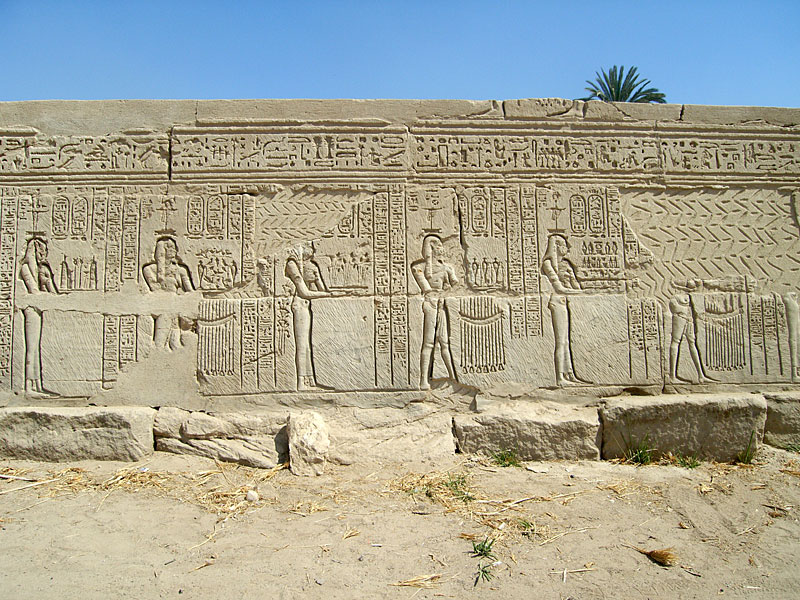
Rovine del Tempio di Montu a Medamud, un centro del culto di Rattaui.
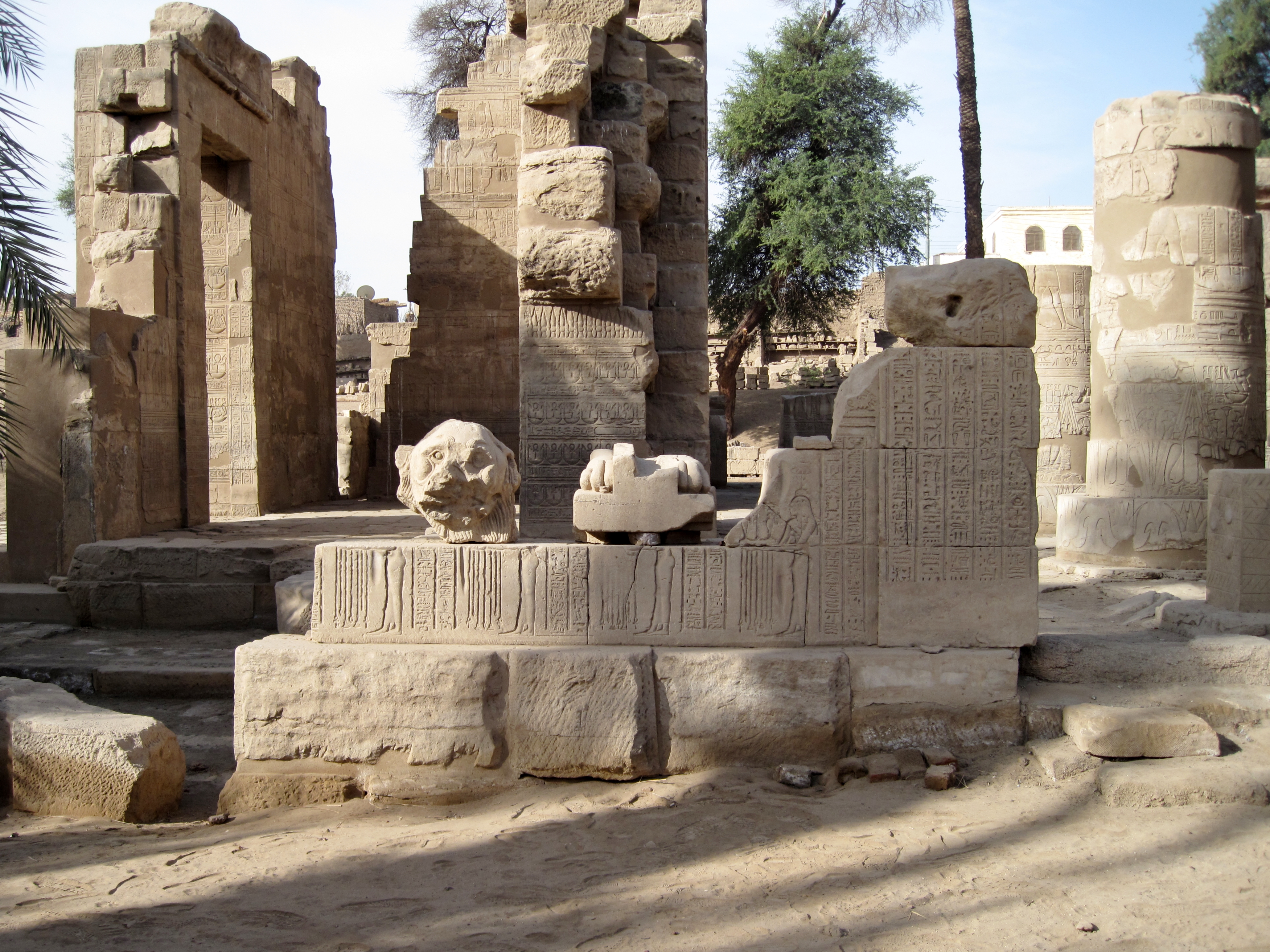
Rovine del Tempio di Montu a Tod, un centro del culto di Rattaui.
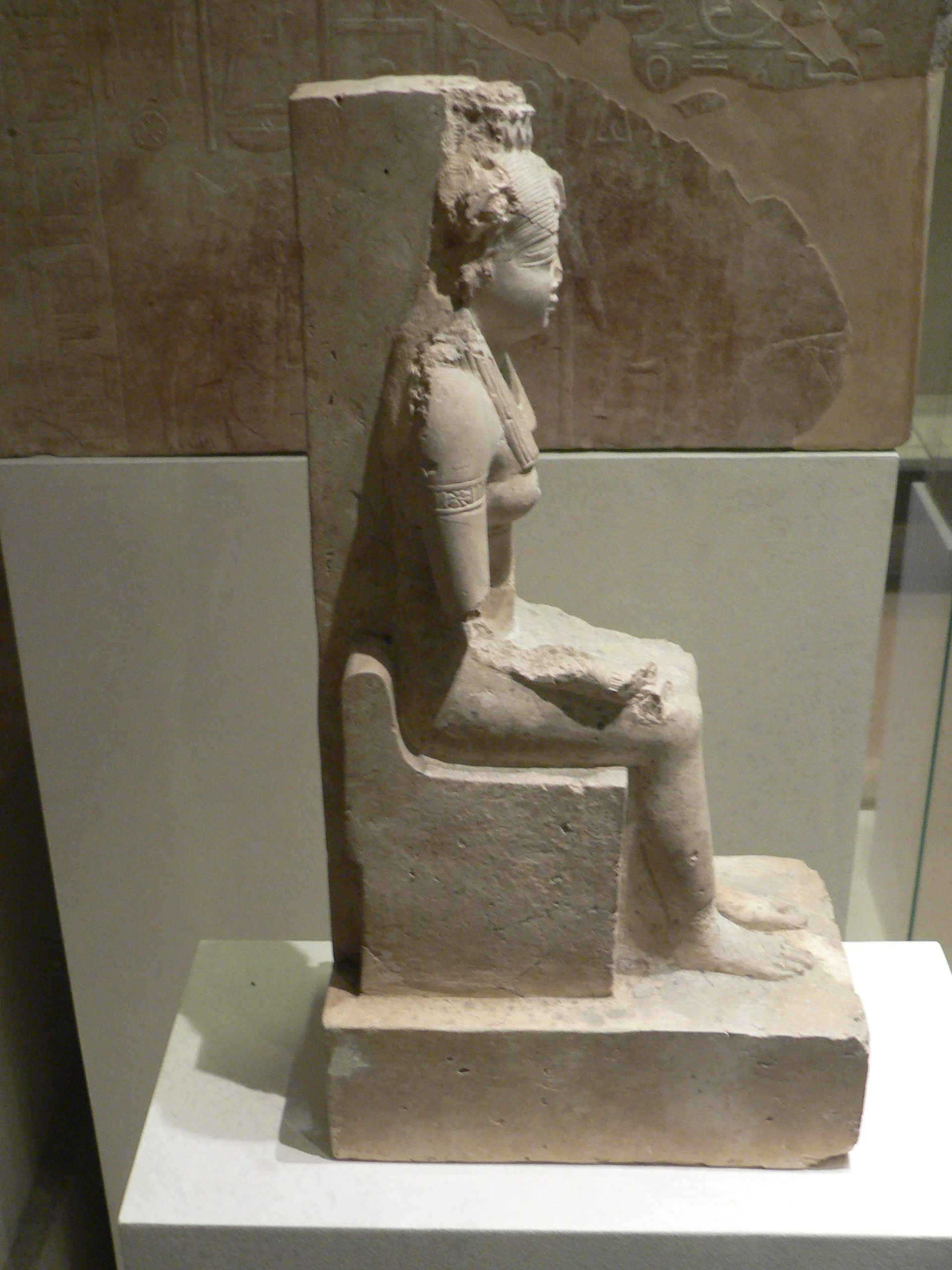
Profilo della statua di Rattaui al Museo del Louvre, Parigi.